# Chiesa del Santissimo Salvatore (Palermo)
La chiesa del Santissimo Salvatore è un edificio di culto situato nel centro storico di Palermo. Il monumento si affaccia sulla strada del Cassaro (odierno Corso Vittorio Emanuele), nel mandamento Palazzo Reale o Albergaria.

## Storia

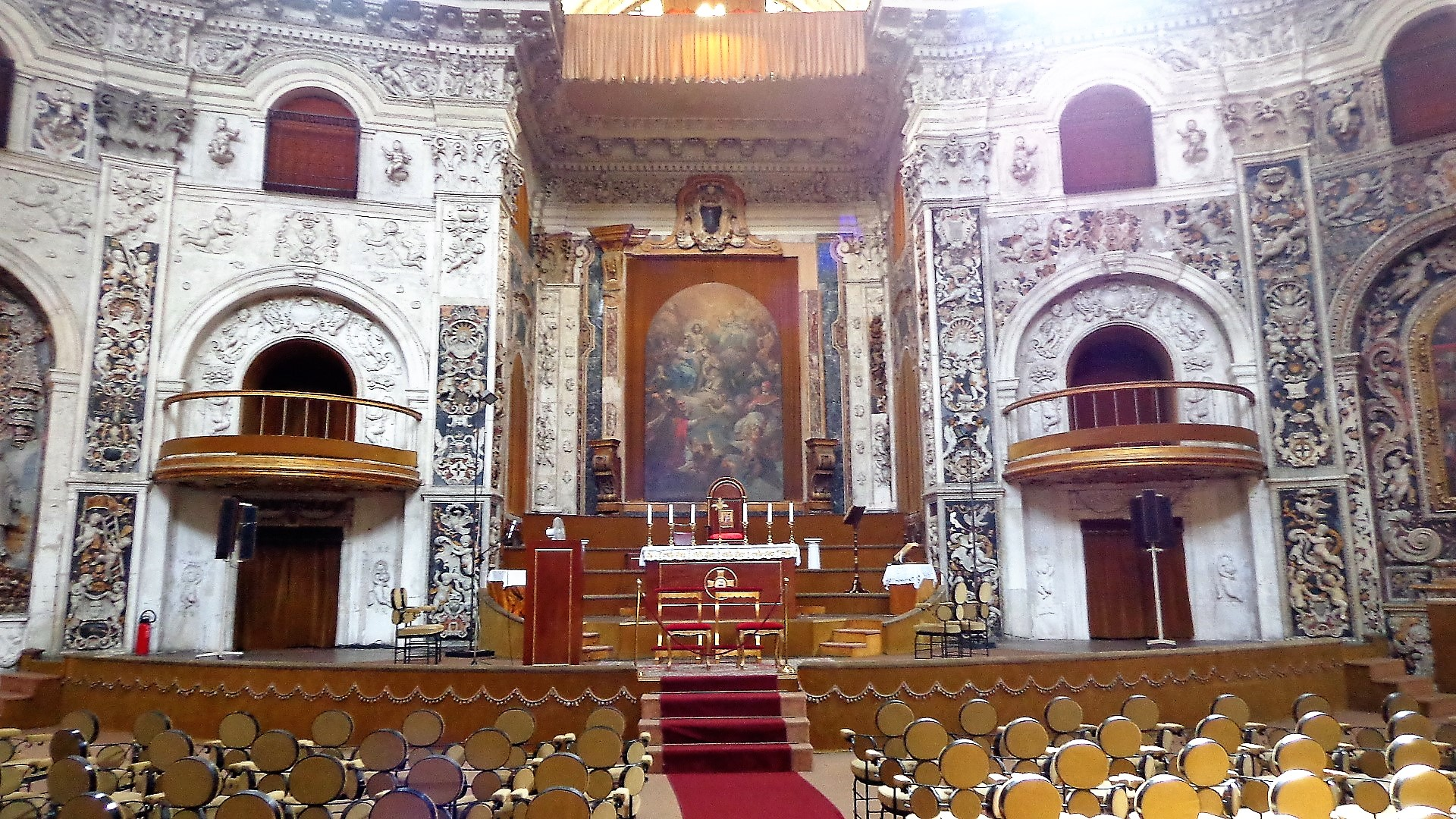
Presbiterio.

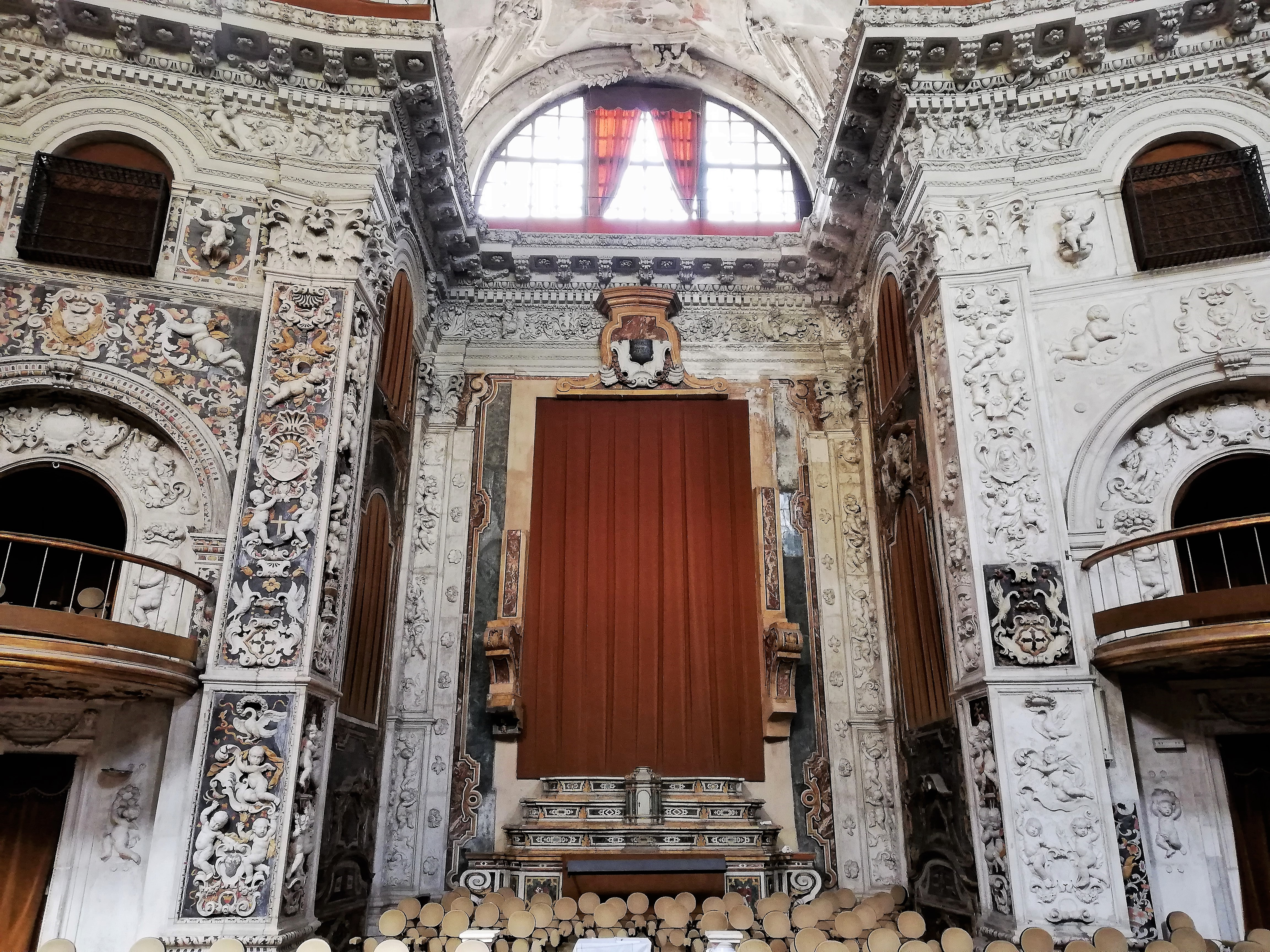
Parete di levante.

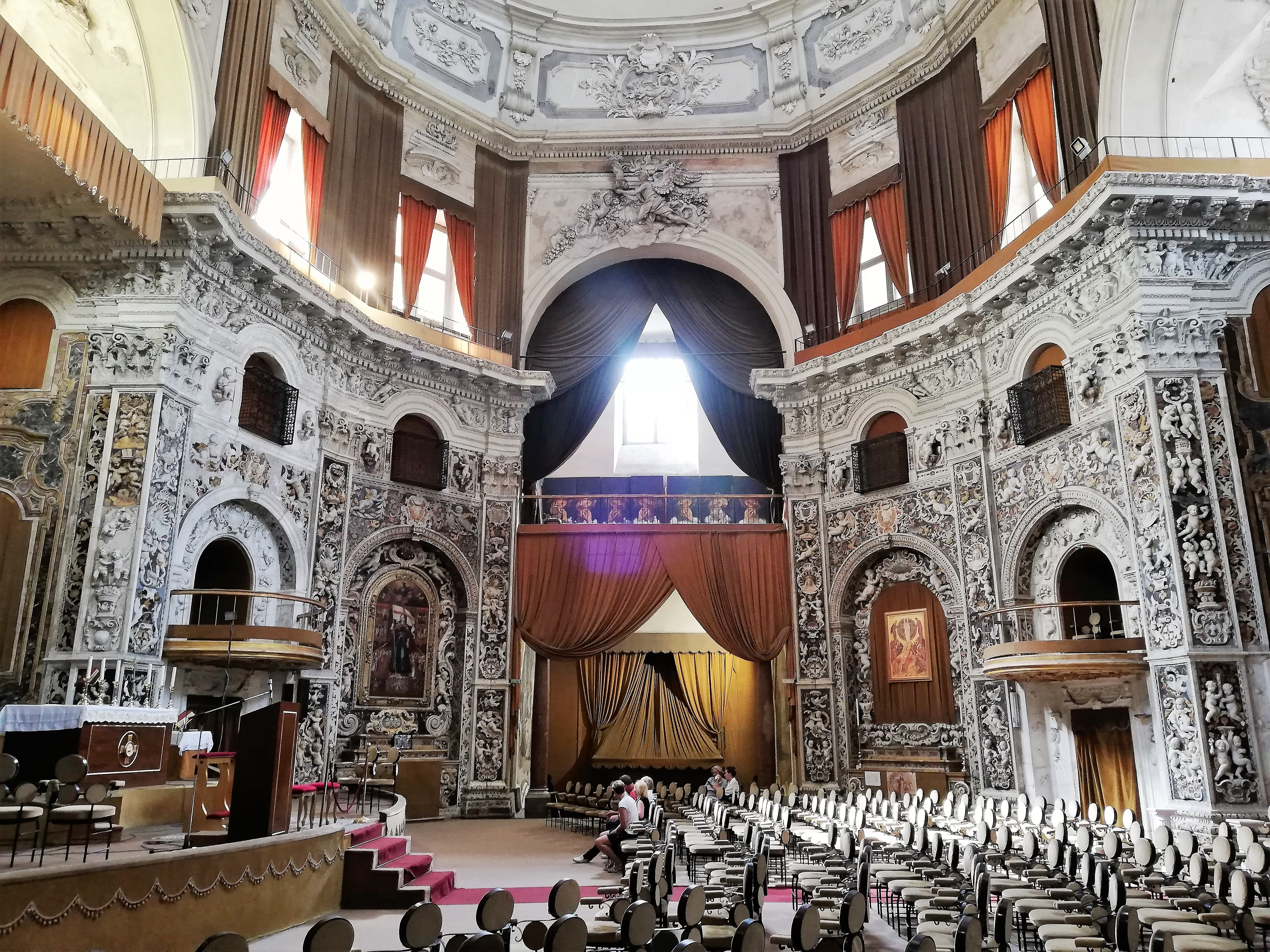
Ingresso.

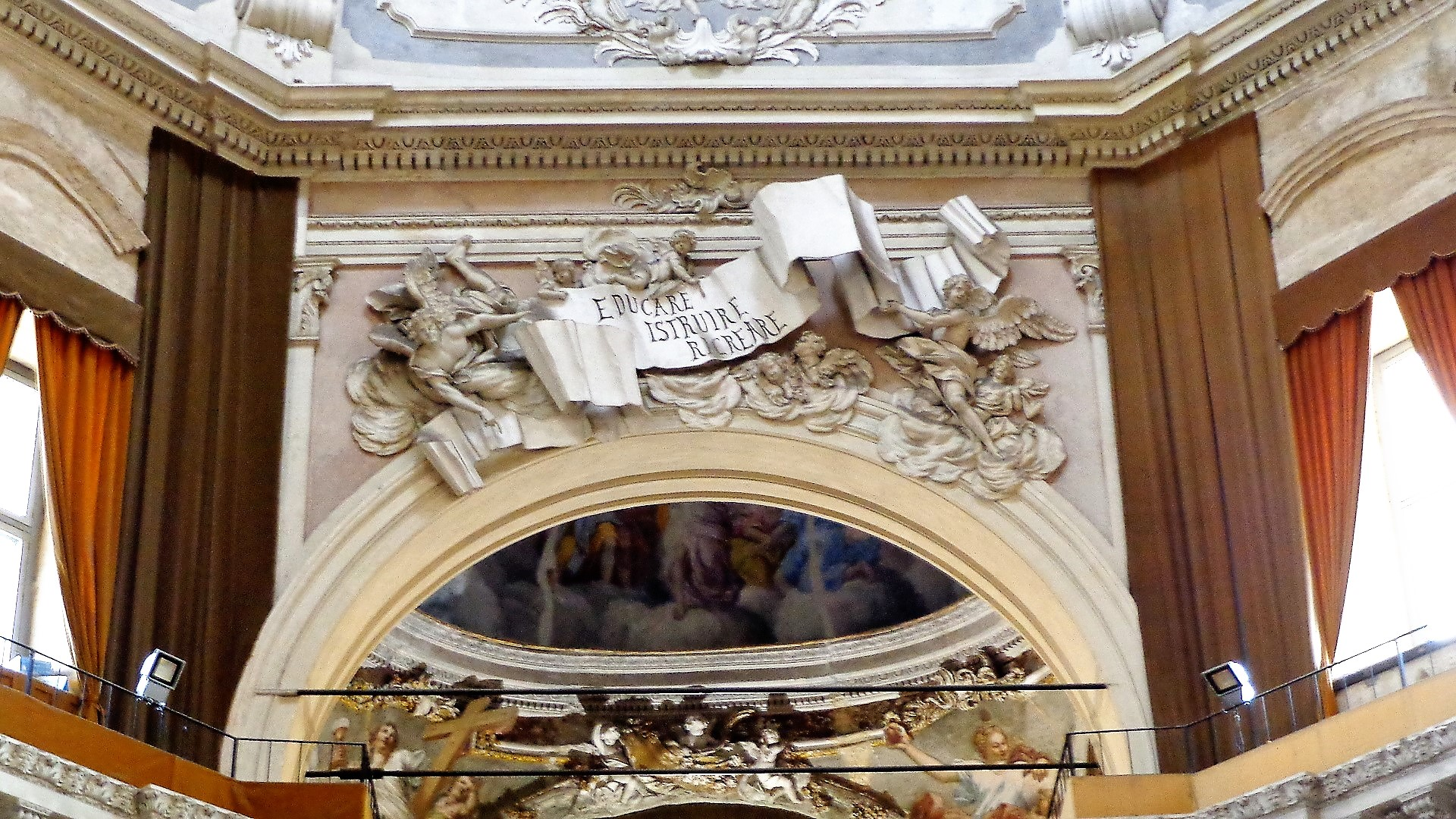
Stucchi.

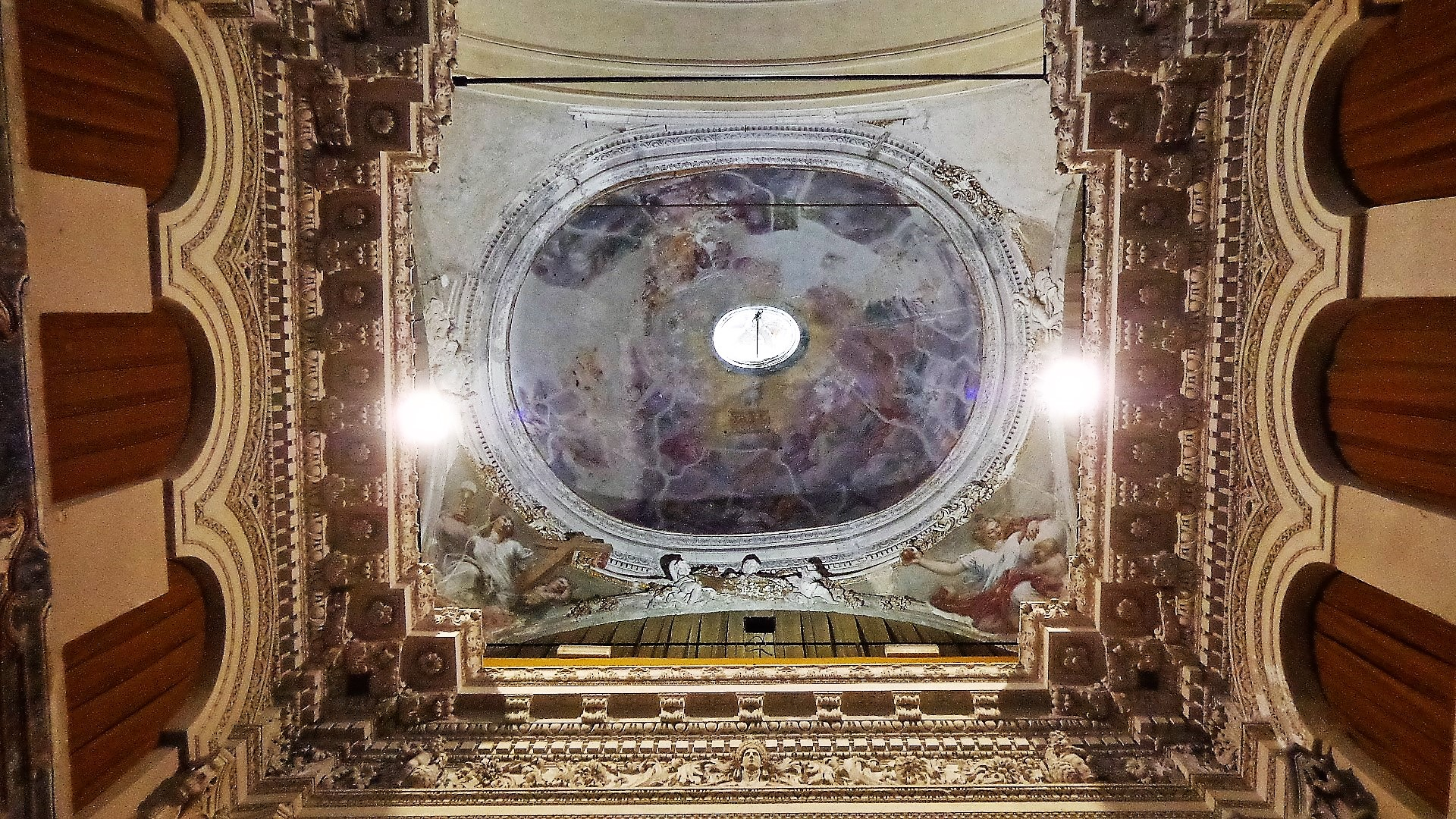
Cupolino meridionale.

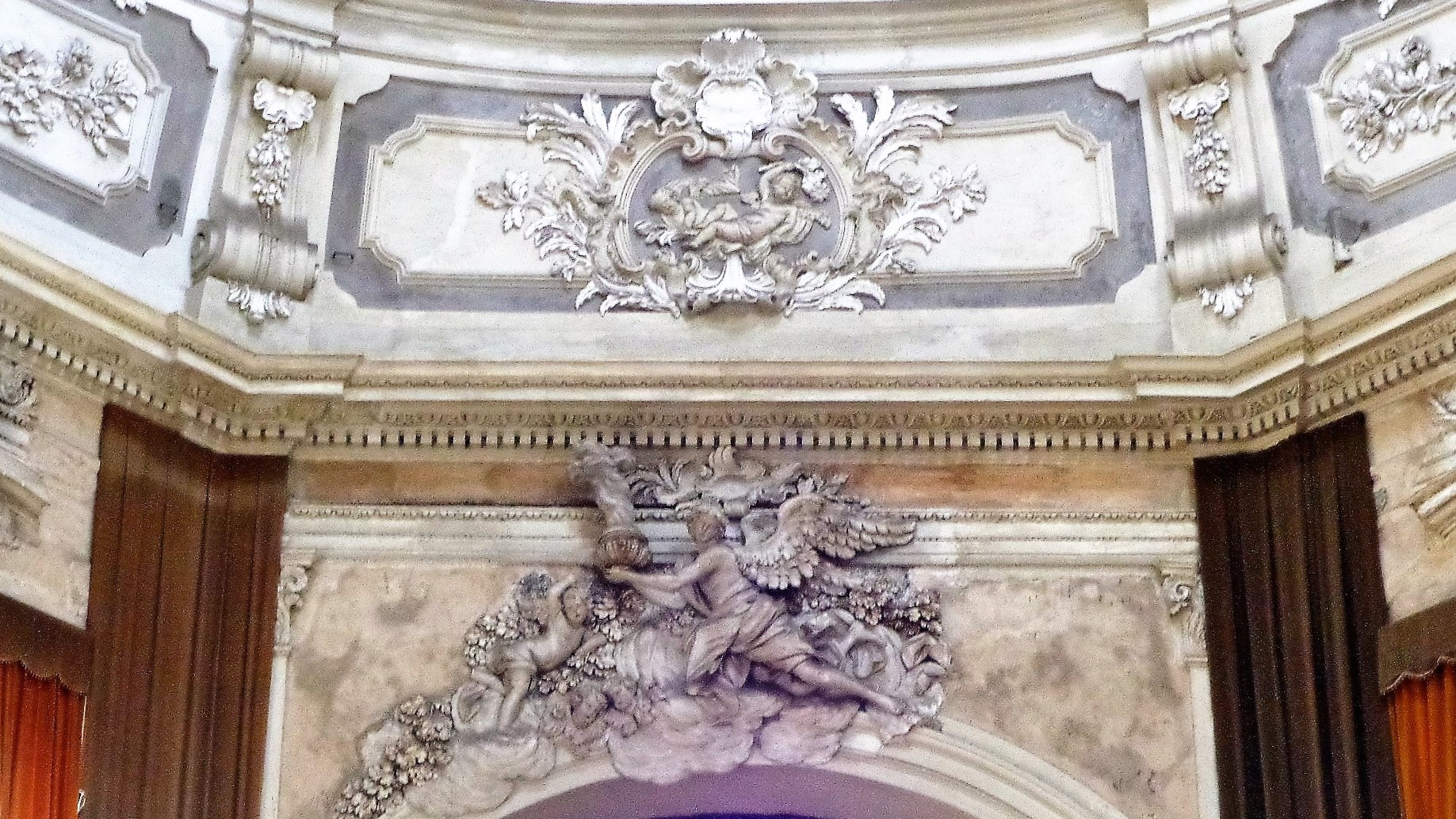
Stucchi.

### Epoca normanna
Originariamente sorge come luogo di culto del monastero delle suore basiliane di rito greco voluto da Roberto il Guiscardo nel 1072. L'istituzione religiosa fu successivamente protetta e beneficiata da re Ruggero II di Sicilia.

### Epoca sveva
Le cronache riportano la regina Costanza d'Altavilla, moglie di Enrico VI di Svevia e futura madre dell'imperatore Federico II, come educanda del monastero, monaca professa, infine badessa. La nobildonna è costretta per motivi dinastici e politici a lasciare i voti e convolare a nozze determinando l'unione delle casate regnanti Altavilla - Hohenstaufen.
Federico II dopo il monastero di San Teodoro, il monastero di San Matteo al Cassaro, il monastero di Santa Maria di Loreto, associa al monastero del Santissimo Salvatore il monastero di Santa Maria dell'Itria detto «della Pinta».

### Epoca aragonese
Martino I di Sicilia fregia chiesa e monastero col titolo di «Regio» ponendo le strutture sotto il «Regio Patronato».
- 1501, Passaggio al rito latino.[8]

### Epoca spagnola
Nel 1528 l'antica chiesetta normanna è totalmente riedificata e ingrandita. Lo sviluppo è in tre navate, con tre cappelle per lato e abside fra due cappelle minori. Il prospetto è rivolto a oriente sull'attuale salita del Santissimo Salvatore.
Nel 1682 i cospicui lasciti e le rendite consentono la brama di possesso di un tempio ancor più sontuoso, nobilitato dall'ingresso diretto sul Cassaro, pertanto le monache decidono un ulteriore ingrandimento, affidandone il progetto a Paolo Amato. I lavori iniziano immediatamente, durante lo scavo delle fondazioni sono rinvenuti numerosi reperti archeologici, costituiti soprattutto da monete.
Coadiuvato dall'allievo capomastro Giacomo Amato, segue personalmente la realizzazione fino al 1685, anno in cui subentra il gesuita Angelo Italia. Questi, fedele al progetto originario, dirige la realizzazione delle due cappelle presso l'ingresso e della facciata, iniziata nel 1687. Nel 1689 ad Angelo Italia si avvicenda nuovamente Paolo Amato che realizza le due cappelle maggiori alle estremità dell'asse minore della chiesa, il cupolino sul presbiterio e nel 1694 la cupola centrale, la loggetta e le nicchie sulla facciata.

### Epoca borbonica

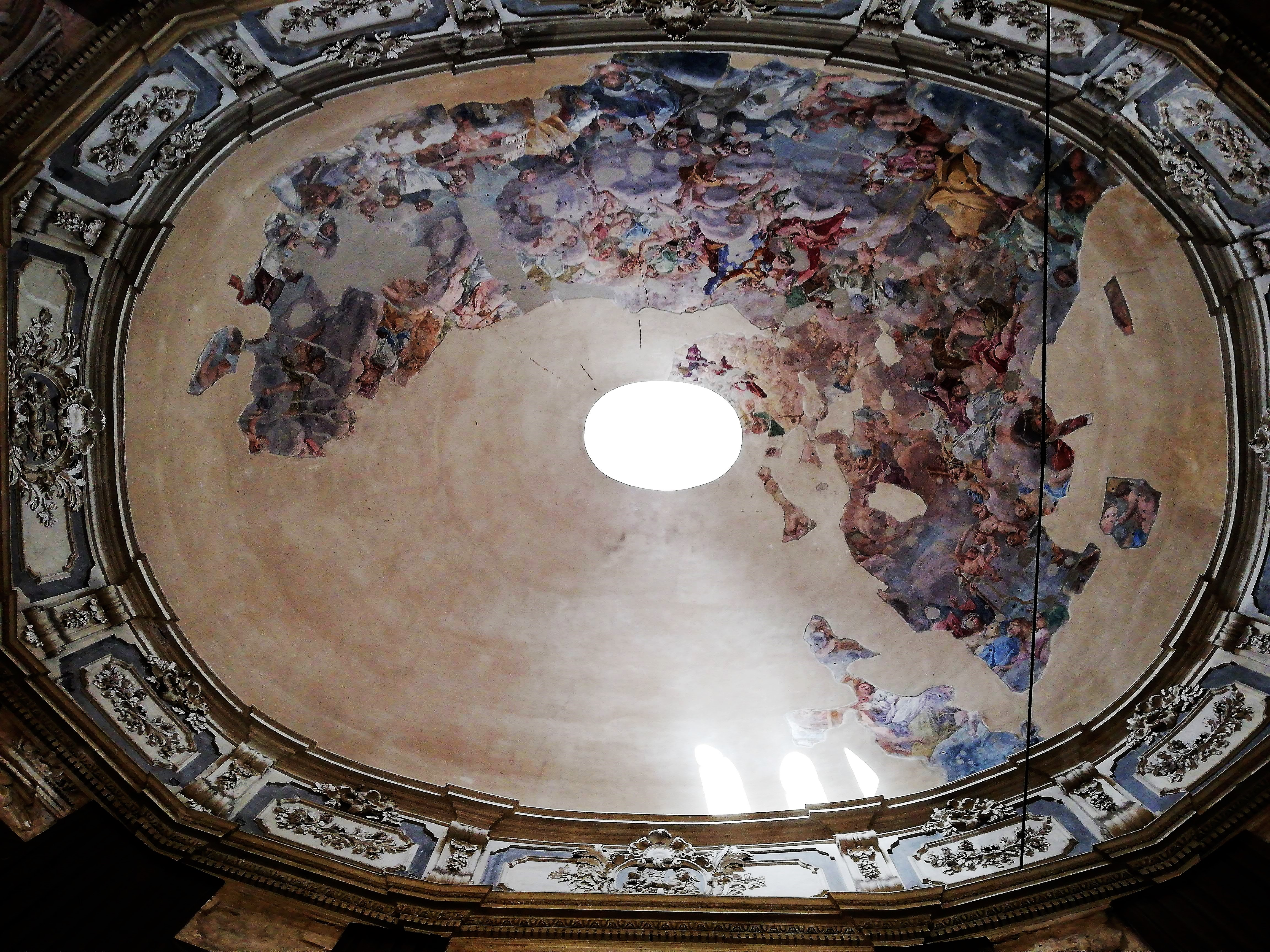
Affreschi cupola.

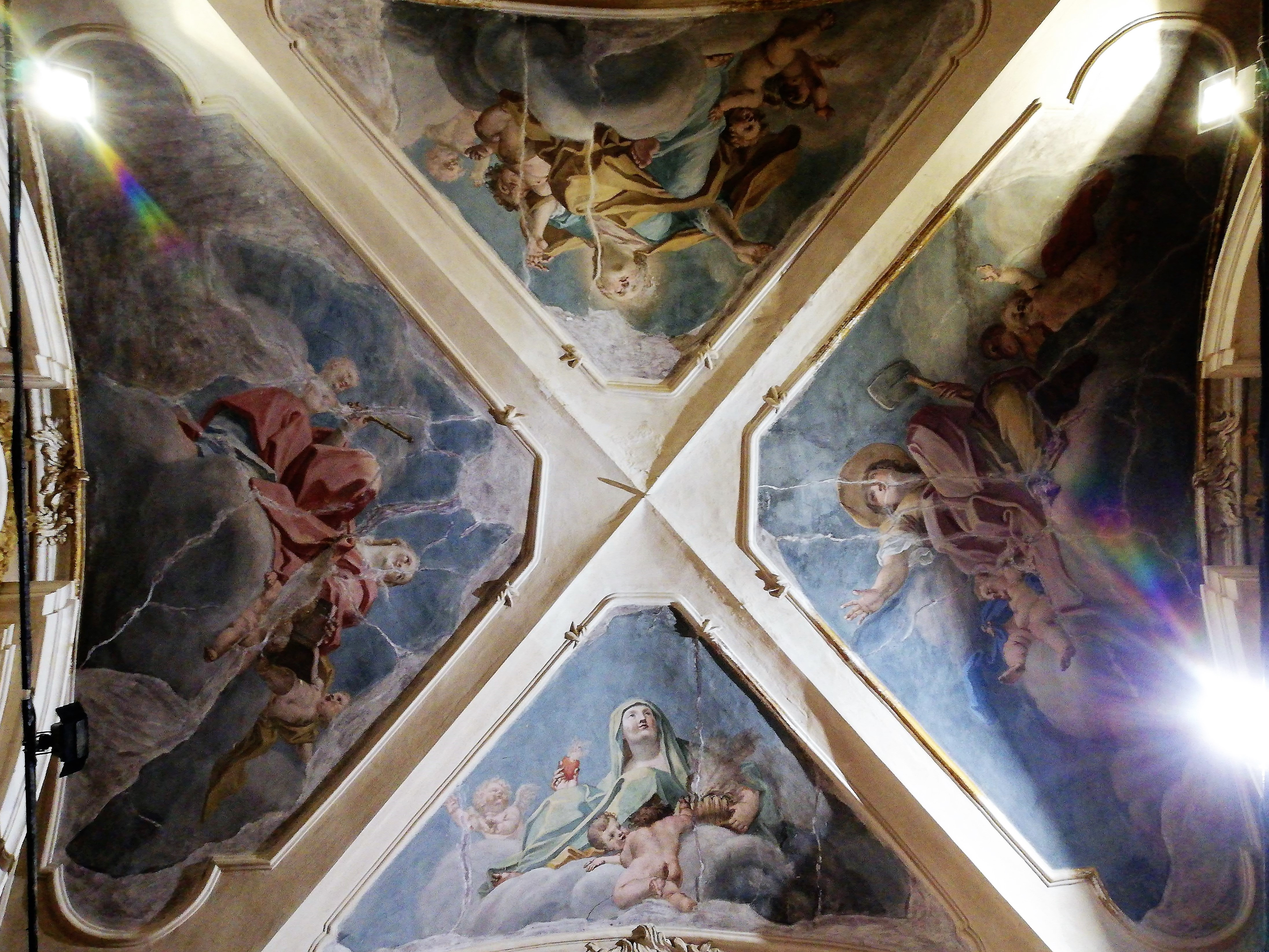
Affreschi ingresso.

- 1700, Inaugurazione del nuovo edificio.

Nel 1704 la chiesa è consacrata, ma risulta mancante di gran parte della decorazione interna, eseguita lungo tutto l'arco del XVIII secolo. La smania di magnificenza determina la lentezza nella prosecuzione dei lavori: alla morte di Paolo Amato avvenuta nel 1714, la gran parte delle decorazioni risulta ancora incompiuta. Nel 1721 Giacomo Amato assieme a Gaetano Lazzara disegna l'altare maggiore della chiesa, andato in seguito distrutto. I gravi dissesti procurati dal «Terremoto di Terrasini» del 1726, costringono a progettare un intervento di consolidamento della cupola e delle altre strutture, come ha evidenziato l'inadeguatezza del terreno atto a sostenere un edificio di così imponente mole.
Nel 1763 sotto la direzione di Vincenzo Giovenco hanno inizio i lavori di costruzione del tiburio a loggiato che ingloba la cupola dall'esterno, opera destinata ad una duplice funzione: quella di sostenere la calotta e di preservarla dalle infiltrazioni pluviali che minacciano la decorazione pittorica, gli stucchi, gli intarsi marmorei. Nello stesso anno ha inizio la decorazione dell'interno da parte di Vito D'Anna, che realizza l'immensa Apoteosi di San Basilio, oggi molto frammentaria e deteriorata.
Nel 1782 sotto la guida di Andrea Giganti segue la realizzazione dei pavimenti marmorei della Cappella di San Basilio a sinistra e della Cappella di Santa Rosalia a destra. L'ultimo intervento di rilievo è la messa in opera del pavimento della grande aula centrale, realizzato nel 1856 sotto la direzione di Giuseppe Patricolo.

### Epoca contemporanea
- 1943 1º marzo e 9 maggio 1943, Bombardamenti di Palermo. Un violento bombardamento aereo colpisce l'edificio e distrugge quasi totalmente l'interno. Non scampano tutte le decorazioni marmoree, a stucco e a fresco, comprese quelle della cupola. Restaurata con criteri scientifici, mostra ora chiaramente il contrasto tra l'originaria decorazione superstite e quella reintegrata, lasciata in bianco.

- 1950 - 1969, Con i restauri l'altare principale, un tempo in asse con l'ingresso, è spostato sulla destra, dove oggi troneggia la grande pala della Gloria di Santa Rosalia proveniente dalla chiesa di Santa Rosalia distrutta per la costruzione della via Roma e concessa in deposito dal Museo Diocesano.

La chiesa è adibita ad Auditorium, ma non ha comunque perso la sua funzione di edificio religioso.
- XXI secolo

Dal 2014 al 2020 il Rettore Mons. Gaetano Tulipano affida il mantenimento e la gestione della fruizione turistica all'associazione Amici dei Musei Siciliani. Diversi in questi anni sono stati i lavori di pulitura e ripristino delle opere mancanti. Dal 2021 al 2024, il Rettore affida tale gestione all'Associazione Guardie del Tempio di Cristo.
Da luglio 2024, il Rettore affida il mantenimento e la gestione della fruizione turistica all'Associazione Culturale Sikalesh. 
Dal 2014, dopo alcuni lavori di messa in sicurezza, il Rettore decide di rendere fruibile anche la grande terrazza della cupola.
Tra il dicembre 2015 e il giugno 2016 si provvede alla ripulitura di tutti gli apparati marmorei e al ripristino della scalinata nel vestibolo di ingresso.
Il 22 ottobre 2016 la pala raffigurante Sant'Orsola e storie della sua vita, custodita in precedenza presso la Sala V del Museo Diocesano di Palermo, viene ricollocata nell'altare sud-est dopo un'assenza totale di 87 anni. Si tratta di una tavola delle dimensioni 270 x 143 cm, olio e tempera attribuita, a seguito degli studi della Soprintendenza dei Beni Culturali di Palermo, all'artista fiammingo Simone de Wobreck documentato a Palermo tra il 1558 e il 1587, autore di molti dipinti nel territorio palermitano tra cui altre quattro opere nella collezione del Diocesano.
Nei primi mesi del 2017 viene restaurato il grande affresco della parete destra del vestibolo raffigurante La predica di San Basilio opera di Vito d'Anna. Nei primi mesi del 2018 viene restaurato anche il secondo grande affresco di Vito d'Anna posto sulla parete di sinistra del vestibolo e raffigurante Il miracolo di San Basilio. Per i primi mesi del 2019 viene programmato il restauro dell'affresco della volta della Cappella di Santa Rosalia, raffigurante Santa Rosalia in abiti basiliani.
Il 7 agosto 2019, in occasione della festività della Trasfigurazione di Gesù, rientrano all'interno della Cappella di Santa Rosalia le tele Maddalena Penitente e San Pantaleone di Guglielmo Borremans provenienti dal Museo Diocesano grazie al contributo per il mantenimento dei beni culturali. Nello stesso giorno vengono collocate alla parete destra e sinistra dell'antico presbiterio Abigail che offre doni al Re Davide e Mosè che conduce il popolo ebreo nel deserto di Filippo Tancredi provenienti dai magazzini del Palazzo Abatellis.
Nell'agosto del 2024 viene restaurato, per volere del rettore Mons. Gaetano Tulipano, l'affresco raffigurante Santa Rosalia in abiti basiliani nella Cappella dedicata ad Essa. Ad effettuare i lavori lo studio Kéramos Arte e Restauro, diretto da Francesco Bertolino. Il restauro, effettuato grazie al contributo dell'Associazione Culturale Sikalesh e dell'Associazione di Volontariato "Guardie del Tempio di Cristo", è stato eseguito da Andrea Vasile sotto la supervisione della Soprintendenza dei Beni Culturali di Palermo .

## Descrizione

### Esterno

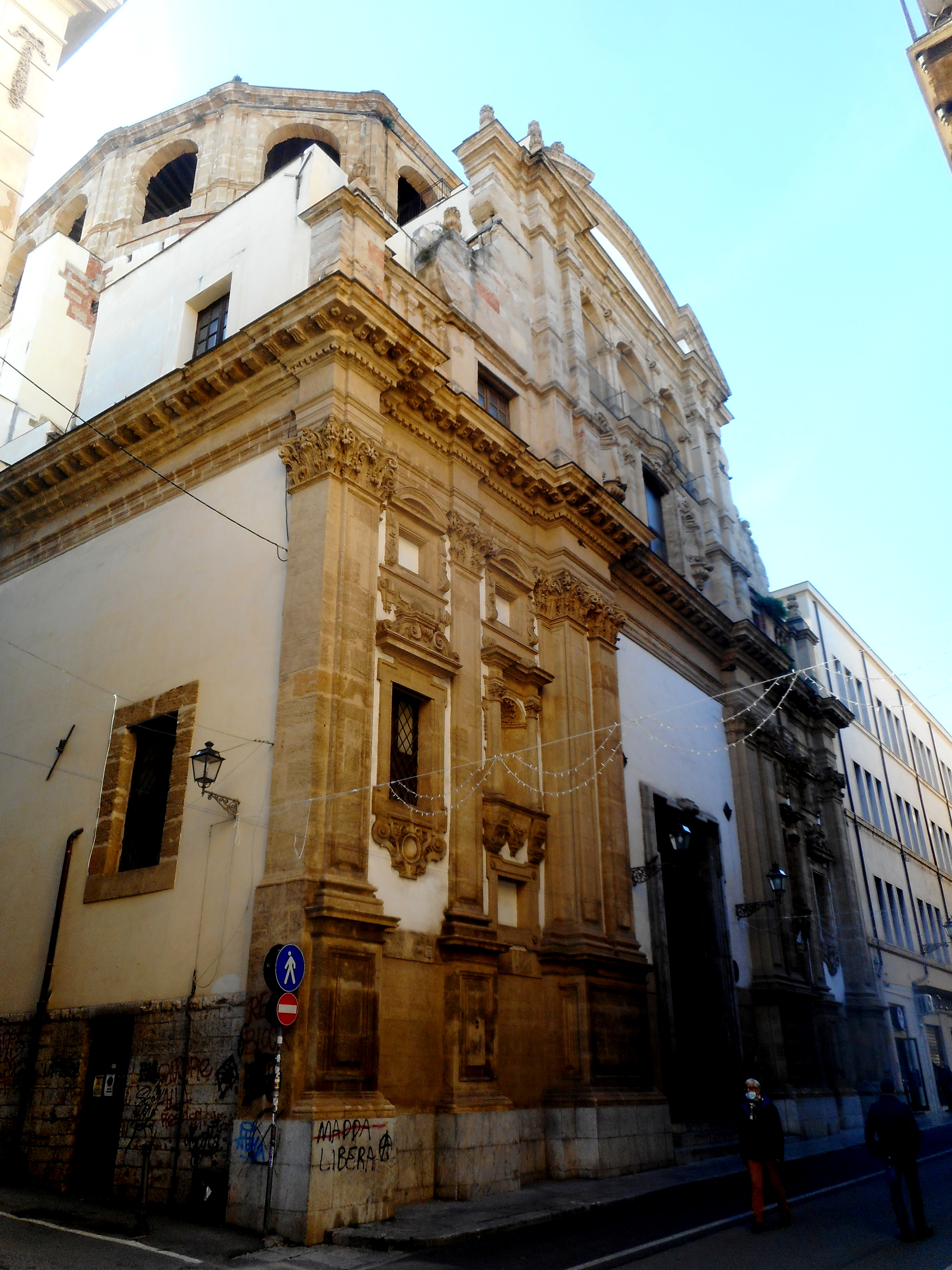
Facciata

L'aspetto attuale della costruzione, però, si discosta notevolmente da quello normanno, poiché le forme, già rimaneggiate nel Cinquecento, diventarono pienamente barocche con l'affidamento dell'incarico all'architetto Paolo Amato, il quale adottò il modello di una pianta centrale dodecagonale con cupola ellittica.
Coppie di paraste binate delimitano il vano centrale. Il vuoto sopra il semplice portale lascia supporre un prospetto lasciato incompiuto: le due nicchie tra colonne dovevano accogliere statue che non sono mai state collocate.

### Interno
La pianta concepita da Paolo Amato risulta dall'innesto di una croce greca su un vasto dodecagono irregolare inscritto in una ellisse. Geometrie e stili influenzati dall'architettura borrominiana, ma soprattutto da Pietro da Cortona e dal Bernini, sperimentata dall'Amato in un altro notevole impianto planimetrico ellittico: quello della chiesa di San Carlo dei Milanesi del 1691.
I due ordini di paraste sono divisi da una cornice continua che segue l'andamento della pianta che genera un "affaccio" o ballatoio che le monache potevano percorrere lungo tutto il perimetro dell'edificio, assistendo indisturbate alle funzioni.
Lo sviluppo parietale è tripartito in un primo ordine d'altari, un secondo ordine di finestre e cantorie, il terzo da logge.
Ma ciò che colpisce maggiormente l'immaginazione è il fastoso interno, interamente decorato da marmi policromi, stucchi ed affreschi. A proposito di questi ultimi le fonti attribuiscono quelli del cupolino che chiude il cappellone maggiore a Filippo Tancredi del 1705 con l'Adorazione dell'Agnello Mistico e quelli che decorano il vestibolo d'ingresso e la volta (1765) al grande artista palermitano Vito D'Anna: La guarigione di un bimbo per intercessione di San Basilio e la Predica di San Basilio, le figure allegoriche della Fortezza, Prudenza, Temperanza e della Giustizia nel vestibolo, quelle della Fede e della Carità nei pennacchi.
Il Di Giovanni (in Le opere d'arte nelle chiese di Palermo, Ms. del XIX secolo) scrive che la chiesa del Santissimo Salvatore " ... è di figura ellittica, coperta da una grandissima cupola la di cui pittura che rappresenta il Paradiso è opera magnifica del palermitano cavaliere Vito D'Anna fatta nel 1765 ultimo anno di sua vita ...".
La chiesa, seriamente colpita dai bombardamenti anglo-americani del 1943 che ne distrusse parte dell'apparato, intorno al 1959 fu restaurata e trasformata dall'architetto Franco Minissi in auditorium.

#### Primitive disposizioni documentate.
Emiciclo destro:
- Prima campata: Cappella di Sant'Orsola.[18] Pala raffigurante Sant'Orsola e storie della sua vita di Simone de Wobreck.
- Seconda campata: Cappella di Santa Rosalia. Il quadro raffigurante Santa Rosalia in abiti basiliani di Giacinto Calandrucci del 1703, è custodito nel Museo diocesano. Alle pareti i quadri di Santa Maria Maddalena e di San Pantaleone.[18]
- Terza campata: Cappella del Santissimo Crocifisso. Fra le statue marmoree raffiguranti San Michele Arcangelo e San Gaetano da Thiene campeggia un Crocifisso.[18]

Emiciclo sinistro:
- Prima campata: Cappella di San Biagio.[18]
- Seconda campata: Cappella di San Basilio. Alle pareti i quadri raffiguranti Santa Macrina e Santa Rosalia in abiti basiliani.[18]
- Terza campata: Cappella dell'Assunta. Sulla parete il quadro raffigurante l'Assunzione di Maria Vergine di Francesco Manno.[19]

Cappellone:
- Trasfigurazione di Gesù Cristo sull'altare maggiore tra i quadroni raffiguranti Abigaille che offre doni di pani e di frutta a Re Davide e Mosè che guida il popolo ebreo nel deserto, tutte opere, compresi gli affreschi della cupola del cappellone, di Filippo Tancredi.[3][19]

## Convento basiliano del Santissimo Salvatore
Il convento annesso subisce la quasi totale distruzione in seguito ai bombardamenti dell'ultima guerra mondiale. La facciata realizzata Andrea Palma nel 1724 comprendeva una loggia belvedere sul Cassaro ricostruita nelle attuali forme a metà del XIX secolo. Del vastissimo isolato alcune sezioni sono inserite all'interno di un complesso scolastico tra i quali spicca il loggiato settecentesco.
Dopo l'emanazione delle leggi eversive il patrimonio librario confluì parzialmente nelle strutture della Biblioteca comunale di Casa Professa.

## Galleria d'immagini

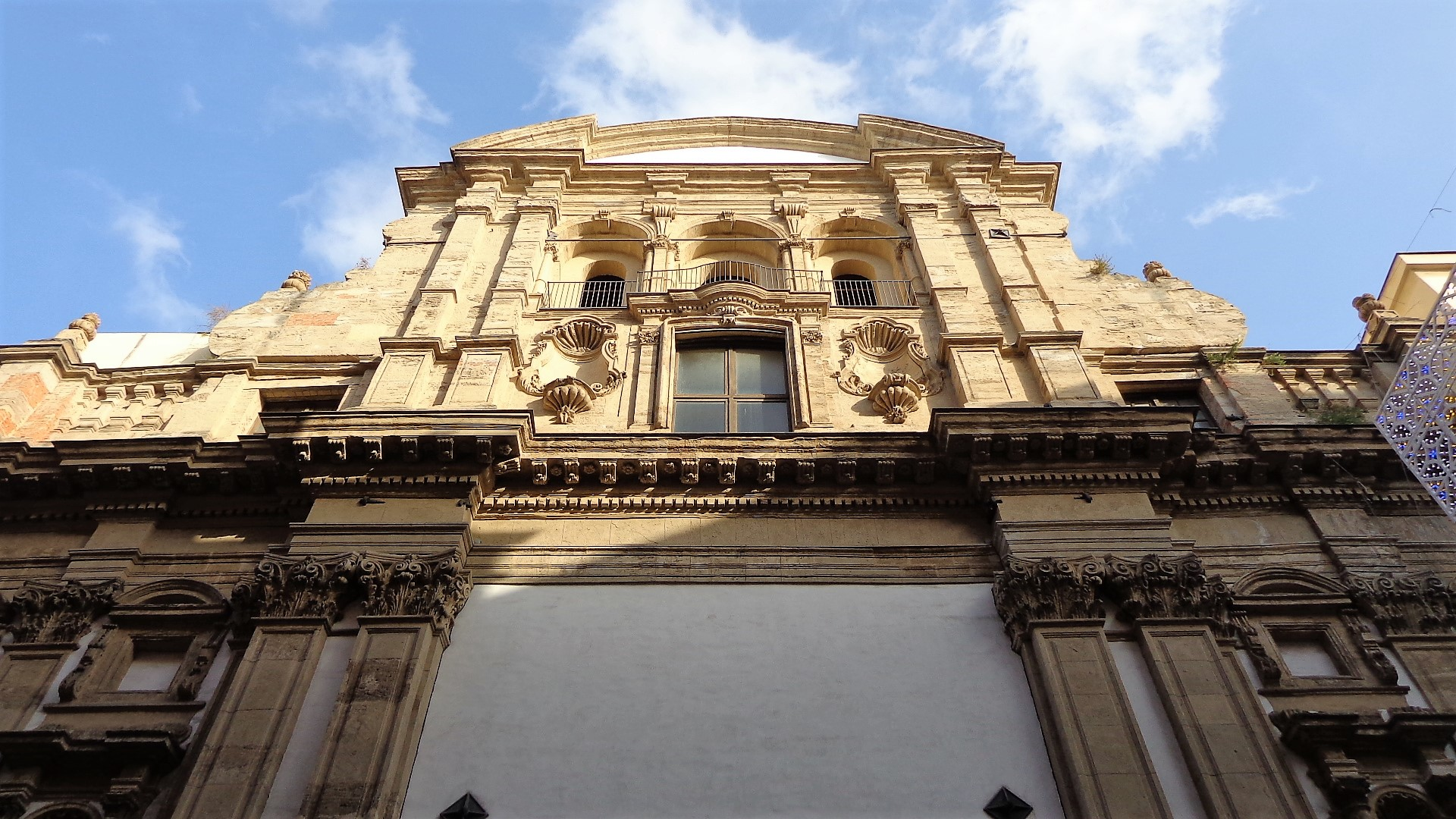
Prospetto
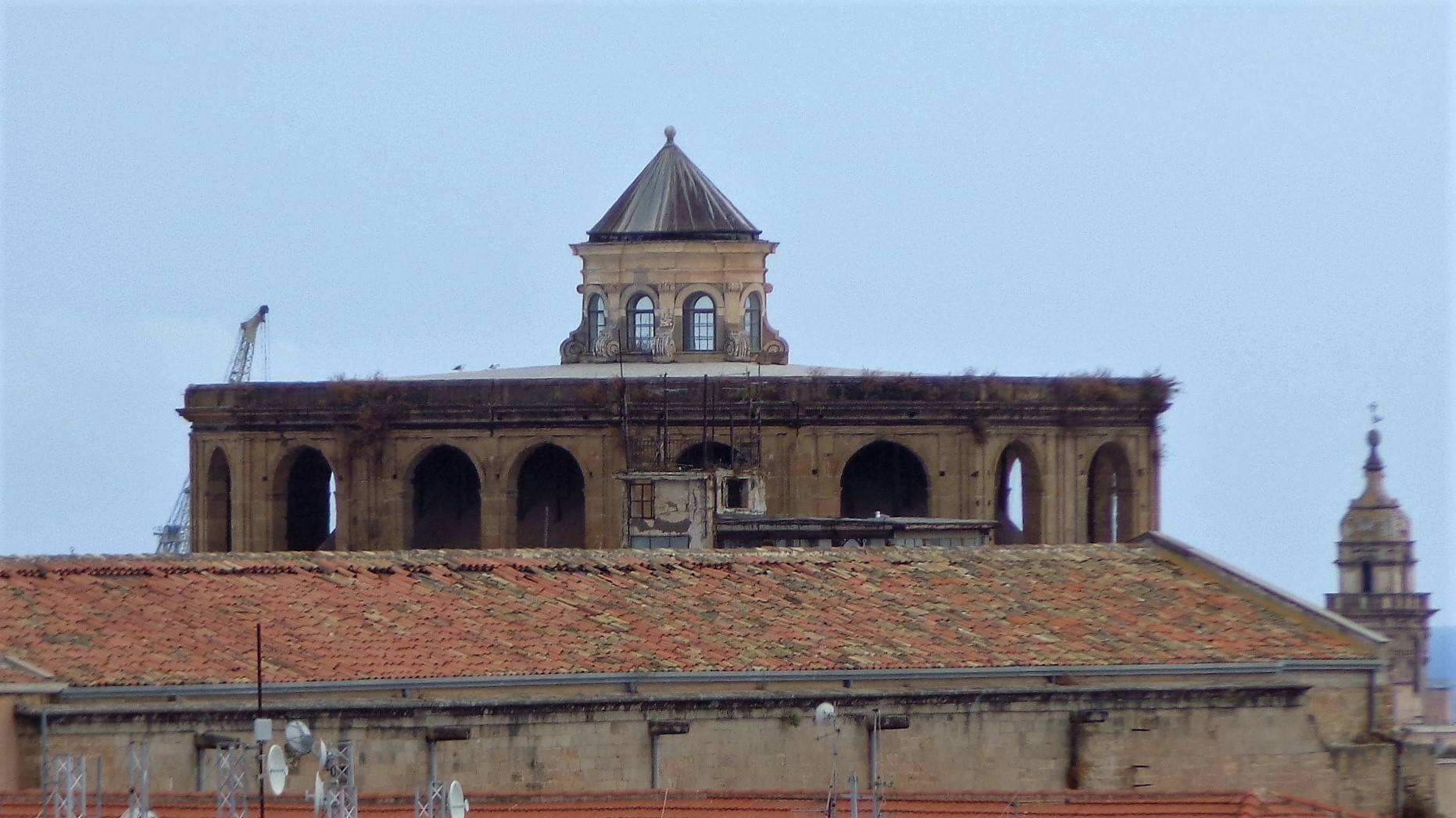
Vista dal campanile della chiesa di San Giorgio in Kemonia

Marmi mischi e tramischi